# Punctiscala watsoni
Punctiscala watsoni is een slakkensoort uit de familie van de Epitoniidae. De wetenschappelijke naam van de soort is voor het eerst geldig gepubliceerd in 1911 door de Boury.